# 신미노사우루스
신미노사우루스(학명:Xinminosaurus catactes)는 어룡목에 심포스폰딜러스과에 속하는 어룡이다. 지금은 멸종된 종으로 전체적인 몸길이가 4~6m인 거대한 어룡에 속한다.

## 특징
신미노사우루스는 중국 구이저우 성 미들 트라이아스기(Anisian stage 중후기)에서 알려진 심보스폰다일리드 어쉬어사우루스(cymbospondylid ichthyosaurus)의 멸종된 속이다. 신미노사우루스의 홀로타입 표본은 총 길이가 2.32m(7.6ft)이다. 신미노사우루스의 두개골은 길이가 29cm이다. 이것의 보존 상태가 좋지 않아서 해부학적 구조를 상당 부분이 불확실하게 된다. 신미노사우루스의 치아는 수축이 없다. 맥실래(뒷니 윗니뼈)와 틀니 뒷부분(아래니뼈)에서는 전구성이지만 좌우로 좁다. 이 뼈들의 대체 치아는 펄프 충치에 위치하지 않고 제2열 치아를 형성하였다. 그러나 턱끝 바로 그 끝은 이빨이 없는 반면, 데나타리 앞쪽의 이빨은 원뿔모양이다. 신미노사우루스는 총 140개의 척추뼈를 가지고 있다. 이 중 약 60여 마리가 엉덩이 앞에 위치해 있는데, 이는 다른 익룡들과 비슷한 매우 높은 숫자다. 이 척추뼈 뒤에 천골(엉덩이) 척추 3개와 꼬리(꼬리) 척추 77개가 있다. 다른 어금니류에서와 마찬가지로 꼬리 중간에는 두드러진 굴곡이 있는데, 신경 가시가 앞으로 기울어진다. 신미노사우루스에서는 꼬리가 35° 각도로 굽어 있으며, 꼬리뼈는 꼬리뼈 38부터 시작한다. 각 견갑골(어깨날개)은 부채꼴 모양의 칼날과 어깨 관절을 형성하는 과정으로 이루어져 있으며 축으로 분리되어 있다. 이들 구조물의 후자는 노치와 함께 바깥쪽으로 굽은 하단을 가지고 있으며 뒤쪽으로보다 앞쪽으로 더 뻗어 있다. 코라코이드(어깨뼈 한 쌍)는 길이보다 폭이 크다. 신미노사우루스는 짧고 넓은 쇄골을 가지고 있다. 쇄골간(칼라뼈 사이의 어깨뼈)은 아래쪽으, 뒤쪽으로 돌출되어 있지 않다. 어류공룡의 경우 신미노사우루스는 긴 사지 뼈를 가지고 있다. 신미노사우루스의 허메리(상부 팔뼈)는 앞 가장자리에 블라드라이크 돌출부가 있고 이크티옵테리지아 특유의 특징이 있다. 척골(뒷팔뼈)의 아랫부분이 강하게 팽창하여 위쪽으로 굽어지며 축대를 따라 절반 이상 위로 뻗어나간다. 신미노사우루스는 3개의 위쪽 손목뼈를 가지고 있는데 이것은 직사각형의 모양을 하고 있다. 척골(척골 아래 뼈)은 이 중 가장 크다. 아래쪽 손목뼈 중 2개인 원위수목 3과 4가 서로 융합된 반면 원위수목 1은 존재하지 않는다. 다른 원위 목수, 원위 목수 2는 대략 타원형이다. 신미노사우루스의 메타카르팔은 좁지만 첫 번째가 가장 짧고 세 번째와 네 번째가 가장 길며, 두 번째가 가장 길다. 처음 네 개는 모래시계 모양이고 다섯 번째는 신장 모양이다. 앞다리꼴의 각 자리마다 있는 뼈의 수는 각각 3, 5, 5, 2개로, 어룡에게는 작은 숫자다. 팔랑어(숫자뼈)는 길고 적어도 윗부분은 모래시계 모양이다. 위쪽과 아래쪽 뒷다리뼈는 앞다리뼈보다 짧다. 경골(앞쪽 아랫쪽 뒷다리뼈)의 위쪽 끝은 아랫쪽 끝보다 두 배 가까이 넓다. 신미노사우루스에는 두 개의 위쪽 발목뼈가 있는데, 뒤쪽 발목뼈(칼카네움)는 앞쪽 발목뼈(아스트라갈루스)보다 크고 둘 다 어렴풋이 둥글다. 아래 발목뼈는 아래 손목뼈와 닮아 원위 타르살 1이 없고 원위 타르살 3과 4가 결합되어 있다. 메타타르알과 팔랑어는 앞다리와 비슷하지만 뒷다리에서 각 자리마다 정확히 몇 개의 팔랑어가 있었는지는 알 수가 없다. 신미노사우루스는 북경대학교의 지질박물관에 퇴적된 거의 완전한 해골인 GMPKU-P-1071형에서만 알려져 있다. 협곡 니코라엘라 코켈리 바이오존(애니시안 스테이지의 펠소니아)에서 관링 포메이션의 상부 멤버로부터 수집되었다. 판시안 현 신민 구 양주안 마을 근처에서 발견되었다. 마이쉬는 신미노사우루스가 톨로도스의 주관적인 후배 동의어일지도 모른다고 제안했다. 비록 장 외가에서는 툴로두스를 유력한 명목상의 두비움으로 여겼지만 메이슈는 툴로두스가 쉽게 인식되고 뚜렷한 치아 자포모형으로 특징지어 턱과 치아 파편까지도 진단하고 따라서 유효한 세손이라고 말하면서 이 의견을 거절했다. 게다가, 그는 Tholodus가 신미노사우루스를 제외한 다른 알려진 해양 파충류들과 분명히 구별할 수 있다고 언급했다. 마이슈에 따르면, 세자의 유일한 차이점은 툴로도스 표본이 신미노사우루스의 홀로타입보다 평균 두 배나 크다는 것이다. 멀더와 자그트(2019년)는 모사사우루스 '글로비덴스' 티모레니시스가 모사우르스가 아니라 신미노사우루스 같은 어류공룡을 상징한다는 것을 입증했다. 총칭은 화석이 발견된 지역인 신민(新民)과 그리스 사우로스( "ros) '마법사'에서 유래했다. 구체적인 명칭은 그리스 카타크테스(crusher)에서 유래한 것으로 세손의 자가포모르피 중 하나인 맥실라와 후측 치의에 전구와 횡방향으로 압축된 파쇄 치아가 존재한다는 것을 가리킨다. 먹이로는 당대에 서식했던 물고기, 갑각류, 두족류 등을 잡아먹고 살았을 육식성의 포식자로 추정되는 종이다.

## 생존시기와 서식지와 화석의 발견
신미노사우루스가 생존하던 시기는 중생대의 트라이아스기 후기로서 지금으로부터 2억년전~1억 8천만년전에 생존했던 종이다. 생존했던 시기에는 중국을 중심으로 하는 아시아의 서부 태평양과 인도양에서 주로 서식했던 종이다. 화석의 발견은 2006년에 중국의 트라이아스기에 형성된 지층에서 중국의 고생물학자들에 의하여 처음으로 화석이 발견되어 새롭게 명명된 종이다.

## 같이 보기
- 파충류
- 중생대
- 트라이아스기
- 어룡
- 화석